# 弗朗西斯科·莫拉桑省
弗朗西斯科·莫拉桑省（簡稱：FMO）是宏都拉斯的一個省，位於該國中部。面積7,946平方公里，2005年人口1,680,700人。首府特古西加爾巴也是國家的首都。
1825年建省，是該國最早的七個省之一。1943年前稱特古西加爾巴省，後以該國的民族英雄弗朗西斯科·莫拉桑為名。下分二十九個自治市。